# سیارک ۲۰۵۱۲
سیارک ۲۰۵۱۲ (به انگلیسی: 20512 Rothenberg، نامگذاری:1999RW32) بیست هزار و پانصد و دوازدهمین سیارک کشف شده‌است که در ۱۰ سپتامبر ۱۹۹۹ کشف شد.
قدر مطلق سیارک برابر ۱۳٫۶۰ است.